# Amanda Tepe
Amanda Tepe (* 16. Oktober 1977 in Cincinnati, Ohio) ist eine US-amerikanische Schauspielerin.

## Leben
Amanda Tepe ist bisher in vielen Kurz- und Spielfilmen aufgetreten. Sie spielte mit in Produktionen wie General Hospital, Dexter, Studio 60 on the Sunset Strip, Einfach Cory, Raven blickt durch, Entourage und hat wiederkehrende Auftritte bei Disneys Die Zauberer vom Waverly Place in vielen verschiedenen Rollen.
Tepe ist eine aktive Theaterschauspielerin, sie spielt in vielen Produktionen in Los Angeles, unter anderem im Elephant Theatre, McCadden Place Theatre, Whitefire Theatre, ACME Comedy Theatre und der Interact Theatre Company, bei der sie Mitglied ist. Sie erreichte ihren Bachelor of Fine Arts in Schauspielkunst beim California Institute of the Arts und hat einen Master of Arts in Theatererziehung der New York University.

## Filmografie (Auswahl)
- 2000: Tachyon: The Fringe (VG)
- 2001: Heroine Helen (Kurzfilm)
- 2003: A Confession
- 2003: BachelorMan
- 2004: Framed (Kurzfilm)
- 2004–2007: General Hospital (Fernsehserie)
- 2005: Save the Mavericks
- 2005: Iowa
- 2005: Entourage (Fernsehserie, eine Folge)
- 2005: The Inside (Fernsehserie, eine Folge)
- 2006: Raven blickt durch (That's So Raven, Fernsehserie, eine Folge)
- 2006: Pulse – Du bist tot, bevor Du stirbst (Pulse)
- 2006: Bottoms Up
- 2006: Studio 60 on the Sunset Strip (Fernsehserie, zwei Folgen)
- 2006: Dexter (Fernsehserie, eine Folge)
- 2007: Halloween
- 2007–2008: Einfach Cory (Cory in the House, Fernsehserie, vier Folgen)
- 2007–2009: Die Zauberer vom Waverly Place (Wizards of Waverly Place, Fernsehserie, neun Folgen)
- 2008: October Road (Fernsehserie, eine Folge)
- 2008: Crazy
- 2008: Sweet Sixteen
- 2009: Without a Trace – Spurlos verschwunden (Without a Trace, Fernsehserie, eine Folge)
- 2009–2012: Zeit der Sehnsucht (Days of our Lives, Fernsehserie, drei Folgen)
- 2013: Castle (Fernsehserie, eine Folge)